# René Simon
Pour les articles homonymes, voir Simon.
René Simon est un professeur d'art dramatique et acteur français, né le 18 mai 1898 à Sainte-Savine (Aube) et mort le  17 février 1971 à Paris.
Fondateur en 1925 de l'école de théâtre qui porte son nom, il est le père de l'animateur de radio et de télévision Fabrice.

## Biographie

### Enfance et jeunesse
René Louis Simon naît le 18 mai 1898 à Sainte-Savine (Aube),.
Orphelin très jeune, il entre au Conservatoire national de Paris dans la classe de Jules Truffier.

### Carrière
Premier prix de comédie, René Simon est engagé à la Comédie-Française et y fait ses débuts dans L'Avare. Il abandonne volontairement deux ans plus tard sa carrière pour suivre sa véritable vocation : la pédagogie dramatique, sacrifiant « sa propre gloire à celle des autres », suivant la formule de son ami Marcel Pagnol.
Il fonde le cours Simon en 1925. D'abord installé au 36, boulevard des Invalides, dans le  7e arrondissement de Paris, l'établissement est aujourd'hui situé au 14, rue La Vacquerie dans le 11e. Depuis sa création, le Cours Simon a formé plusieurs générations d'acteurs. En 1971, Rosine Margat lui succède et perpétue la tradition jusqu'à sa mort en août 2010.
En 1937, sur les instances de Louis Jouvet, il est nommé professeur au Conservatoire, où il enseigne jusqu'à sa retraite, en 1968. C'est Antoine Vitez qui lui succède.
En mars 1944, il obtient son certificat officiel d'acteur de la chaîne de télévision Fernsehsender Paris, tout comme les acteurs Jacques Dufilho, Pierre Risch, Olivier Hussenot, Jean-Pierre Grenier.

### Mort
René Simon meurt le 17 février 1971 en son domicile du 7e arrondissement de Paris au 36, boulevard des Invalides,. Il est inhumé au cimetière protestant d'Uzès (Gard).

## Théâtre
- 1924 : L'Invitation au voyage de Jean-Jacques Bernard, mise en scène Gaston Baty, Studio des Champs-Élysées
- 1925 : La Cavalière Elsa de Paul Demasy d'après Pierre Mac Orlan, mise en scène Gaston Baty, Studio des Champs-Élysées
- 1925 : Fantasio d'Alfred de Musset, Comédie-Française : Rütten
- 1925 : Barberine d'Alfred de Musset, mise en scène Émile Fabre, Comédie-Française

## Élèves
- Michèle Battut, Jean-Laurent Cochet, Axelle Abbadie, Nathalie Baye, Patrice Melennec, François Périer, François Chaumette, Michèle Morgan, Pierre Mondy, Micheline Presle, Daniel Gélin, Bruno Raffaelli, Patrice Kerbrat, Marion Game, Michel Caron, Jacques François, Étienne Chicot, Nada Strancar, Guy Montagné, Marthe Villalonga, Patrick Bouchitey, Chantal Ladesou...

## Filmographie
- 1948 : Aux yeux du souvenir de Jean Delannoy : lui-même
- 1964 : Les Siffleurs (Viheltäjät) d'Eino Ruutsalo : le conférencier